# كريستيان بوجيوني
كريستيان بوجيوني (بالإيطالية: Christian Puggioni)‏ (17 يناير 1981 بجنوة في إيطاليا - ) هو لاعب كرة قدم إيطالي في مركز حراسة المرمى. لعب مع كييفو فيرونا ونادي بياتشينزا ونادي بيروجيا ونادي بيزا ونادي ريجينا ونادي سامبدوريا ونادي فاريسي وGiulianova Calcio ‏ وASDC Borgomanero ‏.

## وصلات خارجية
- كريستيان بوجيوني على موقع الاتحاد الأوربي (الإنجليزية)
- كريستيان بوجيوني على موقع قاعدة بيانات كرة القدم.إي يو (الإنجليزية)
- كريستيان بوجيوني على موقع Soccerway.com (الإنجليزية)
- كريستيان بوجيوني على موقع عالم كرة القدم.نت (الإنجليزية)
- كريستيان بوجيوني على موقع AS.com (الإسبانية)